# Giovanni Benini
Giovanni Antonio Benini (Prato, 15 maggio 1812 – Pescia, 27 aprile 1896) è stato un vescovo cattolico italiano, 9º vescovo della diocesi di Pescia.

## Biografia
Figlio di Luigi e di Ermellina Scoti, nativa di Pescia, compì studi letterari e teologici e ordinato sacerdote nel 1834. Fu parroco in diverse parrocchie del Val di Bisenzio, finché non fu richiamato come docente al Collegio Teologico Fiorentino. Divenne canonico della Penitenzieria nella Cattedrale di Prato. Ben visto negli ambienti granducali, fu nominato, nonostante fosse sacerdote, gonfaloniere della città di Prato e in tale veste dovette fronteggiare una pesante epidemia di colera, che decimò la popolazione. Fu reputato un ottimo amministratore, in quel periodo, oltrepassata l'epidemia, Prato risorse rapidamente e vide un notevole sviluppo economico in senso industriale. I pratesi lo avrebbero voluto come loro vescovo, andando a riparare l'anomalia che vedeva le cattedre vescovili di Pistoia e Prato riunite sin dal 1643. In realtà, rimase vacante la Diocesi di Pescia e vi fu perciò inviato il novello vescovo. Giunto a Pescia, si dette da fare per migliorare la formazione del clero, che lui stesso esaminava prima dell'ordinazione. Fu molto caritatevole e collaborò con la civica amministrazione di Pescia per il bene della città, grazie all'esperienza maturata a Prato. Rinunciò alla promozione ad arcivescovo di Siena, poiché era molto legato alla diocesi di Pescia. Promosse i lavori di costruzione della nuova facciata alla Cattedrale di Pescia, non riuscì a vederli finiti. Morì molto anziano, nel 1896, dopo quarant'anni di guida episcopale. Fu sepolto dapprima nel cimitero urbano di Pescia, poi traslato in Cattedrale.

## Genealogia episcopale
La genealogia episcopale è:
- Cardinale Scipione Rebiba
- Cardinale Giulio Antonio Santori
- Cardinale Girolamo Bernerio, O.P.
- Arcivescovo Galeazzo Sanvitale
- Cardinale Ludovico Ludovisi
- Cardinale Luigi Caetani
- Cardinale Ulderico Carpegna
- Cardinale Paluzzo Paluzzi Altieri degli Albertoni
- Papa Benedetto XIII
- Papa Benedetto XIV
- Papa Clemente XIII
- Cardinale Bernardino Giraud
- Cardinale Alessandro Mattei
- Cardinale Pietro Francesco Galleffi
- Cardinale Giacomo Filippo Fransoni
- Vescovo Giovanni Benini